# Neocrangon joloensis
Neocrangon joloensis is een garnalensoort uit de familie van de Crangonidae. De wetenschappelijke naam van de soort is voor het eerst geldig gepubliceerd in 1929 door De Man.